# Oese (Hönne)
Die Oese ist ein etwa 19½ Kilometer langer und orografisch linker Nebenfluss der Hönne im nordrhein-westfälischen Märkischen Kreis. 

## Geographie

### Verlauf
Die Oese entspringt im Neuenrader Stadtwald etwa 1 km nordöstlich von Dahle als Gelmecke. Die Quelle liegt auf einer Höhe von 461 m ü. NHN. 
Von der Quelle aus fließt der Bach zuerst in nördliche Richtungen. Nach der Einmündung des Isenbachs aus Richtung Hüingsen, heißt der Bach Heppingser Bach und fließt anschließend entlang Heidermühle, durch Heppingsen, entlang Heppingserbach und Ispei. Aus Ispei kommend nimmt der Heppingser Bach den Ispeisiepen auf. Südlich von Stephanopel mündet die Selmke. Hier wechselt der Bach erneut den Namen und heißt nun Sundwiger Bach. Nördlich der namensgebenden Ortschaft Sundwig mündet der Westiger Bach. Hier wechselt der Bach erneut den Namen, um als Hemer-Bach durch Hemer zu fließen. 
In Niederhemer wendet sich der Bach abrupt nach Osten. Hier wechselt der Name zum letzten Mal, ab hier heißt der Bach nun Oese. Nachdem Becke und Obsthof durchflossen wurden, mündet die Oese im Süden von Menden (Sauerland) auf 144 m ü. NHN linksseitig in die Hönne.
Die Oese überwindet auf ihrem 19,6 km langen Weg einen Höhenunterschied von 317 m, was einem mittleren Sohlgefälle von 16,2 ‰ entspricht. Sie entwässert ein 63,73 km² großes Einzugsgebiet über Hönne, Ruhr und Rhein zur Nordsee.

### Abschnitte und Zuflüsse
Gelmecke
- Isenbach (links), 2,3 km

Heppingser Bach
- Germke (rechts)
- Becksiepen (links), 2,5 km
- Hölschkensiepen (rechts)
- Ispeisiepen (links), 1,3 km
- Selmke (rechts), 2,6 km

Sundwiger Bach
- Ronsbergsoepen (links), 0,9 km
- Deilinghofer Bach (rechts), 4,8 km
- Westiger Bach (links), 9,3 km

Hemer-Bach
Oese 
- Geitbecke (links), 2,3 km
- Brelener Bach (rechts), 1,1 km
- Lührbach (links), 1,8 km
- Krebsbecke (links), 2,6 km
- Grundscheider Siepen (links)